# Non più di uno
Non più di uno è un film del 1990 diretto da Berto Pelosso.

## Trama
Il quarantacinquenne Piero, proprietario insieme ad un amico di un'agenzia di viaggi, separato dalla moglie e con due figli già grandi che incontra saltuariamente, vive da cinque anni con una farmacista più giovane di lui, Roberta. La loro relazione procede tranquilla fino al giorno in cui Roberta, che aveva sempre creduto di non poter avere figli, apprende di essere incinta e, dopo aver pensato in un primo tempo di abortire, decide invece di tenersi il bambino. Piero è contrastato: alla sua età e con due figli non lo entusiasma l'idea di tornare ad occuparsi di un neonato e di assumersi nuove responsabilità, tanto più che la notizia gli ha già procurato una violenta scenata da parte della ex moglie, sempre piena di rancore verso di lui.
Roberta, ferma nel suo proposito, lascia Piero che ne resta molto addolorato. Cercando un altro alloggio, Piero conosce Claudia: fra i due nasce presto un rapporto che si rivela più serio del previsto. Roberta perde improvvisamente il bambino e Piero, commosso, va spesso a trovarla in clinica all'insaputa di Claudia che, scoperto il riavvicinamento dei due, si ingelosisce e finendo col lasciare l'amante. La situazione diventa sempre più complessa poiché Roberta inizia un rapporto con Giorgio e gli amici comuni, immischiandosi troppo, aumentano le tensioni fra lei e Piero. Questi, in assenza della ex moglie, deve occuparsi seriamente della figlia Daria che attraversa una crisi sentimentale a causa dell'incostanza del fidanzato; il padre tenta maldestramente di aiutarla e proteggerla ma è solo capace di indispettirla.
Piero si sente solo e perduto in un groviglio di problemi e sentimenti, quando Roberta gli offre di tornare a vivere insieme. Egli, che ancora l'ama, ne è felice, ma quando Roberta gli fa capire che non ha abbandonato l'idea di un figlio, Piero reagisce in malo modo e la lascia sola. Davanti al portone del palazzo trova la ex moglie che lo accusa di non aver saputo stare vicino alla loro figlia (che ha lasciato il ragazzo ed è partita in vacanza con Claudia). Dopo alcune indecisioni, per non perdere la compagna, Piero acconsente ma pone una condizione: "Non più di uno".

## Distribuzione
Il film è stato distribuito nelle sale cinematografiche italiane il 16 marzo 1990.